# Ozenay
Ozenay é uma comuna francesa na região administrativa de Borgonha-Franco-Condado, no departamento Saône-et-Loire. Estende-se por uma área de 13,56 km². Em 2010 a comuna tinha 219 habitantes (densidade: 16,2 hab./km²).